# Croix de Charneux

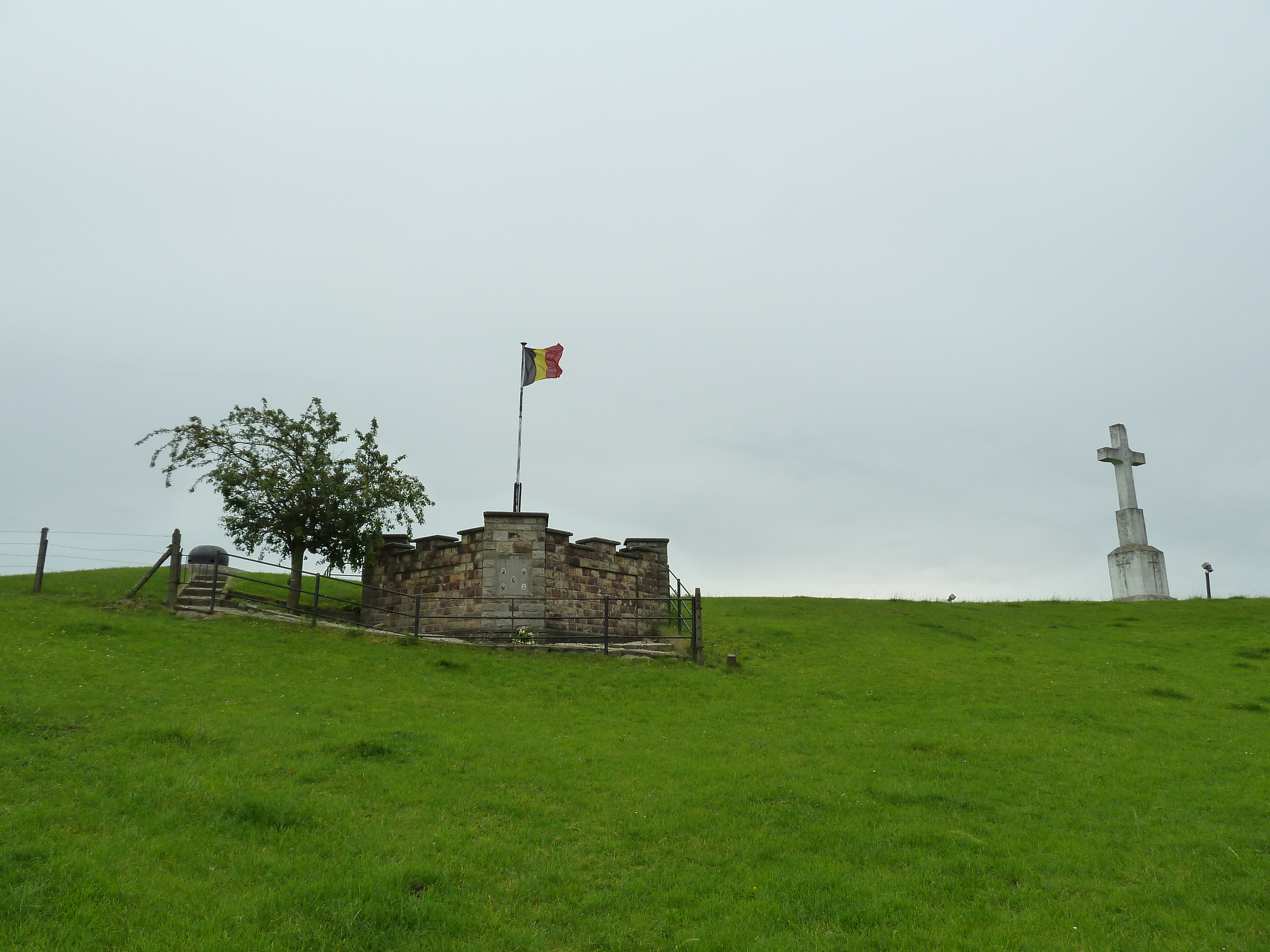
Het kruis rechts, links het monument en de observatiepost

Het Croix de Charneux (Nederlands: Kruis van Charneux) is een kruis boven op een heuvel bij Charneux in de gemeente Herve in de Belgische provincie Luik. De heuvel heeft een hoogte van 269 meter boven zeeniveau en de top ligt ongeveer een kilometer ten noorden van het dorp, bij het gehucht “Bois del Fiesse”.
De naam "Bois de la fête" verwijst mogelijk naar de overlevering dat hier in de 13e eeuw toernooien werden georganiseerd tussen de heren van Bolland, Xhéneumont en Charneux of tussen de verder wonende heren van Luxemburg, Luik of Franchimont.
Het vijftien meter hoge kruis op de top van de heuvel is gemaakt van beton en werd opgericht in 1913, op initiatief van de abt van de Abdij van Godsdal en de pastoor van Charneux. Het kruis is vanaf de wijde omtrek in het Land van Herve te zien en de plaats biedt een panorama over de streek.
Op de helling van de heuvel ligt observatiepost MN29 die deel uitmaakte van de observatiegordel van het Fort Battice. Bij deze observatiepost is een monument geplaatst ter ere van de gevallen soldaten. Dit monument herinnert aan de heldhaftigheid van de soldaten in de post tijdens de nazi-invasie van 1940, die de Duitse aanvallen van 10 en 17 mei 1940 doorstond. De observatiepost werd bemand door vijf mannen: drie werden gedood en de twee andere, die tijdens de gevechten gewond raakten, werden gevangengenomen.

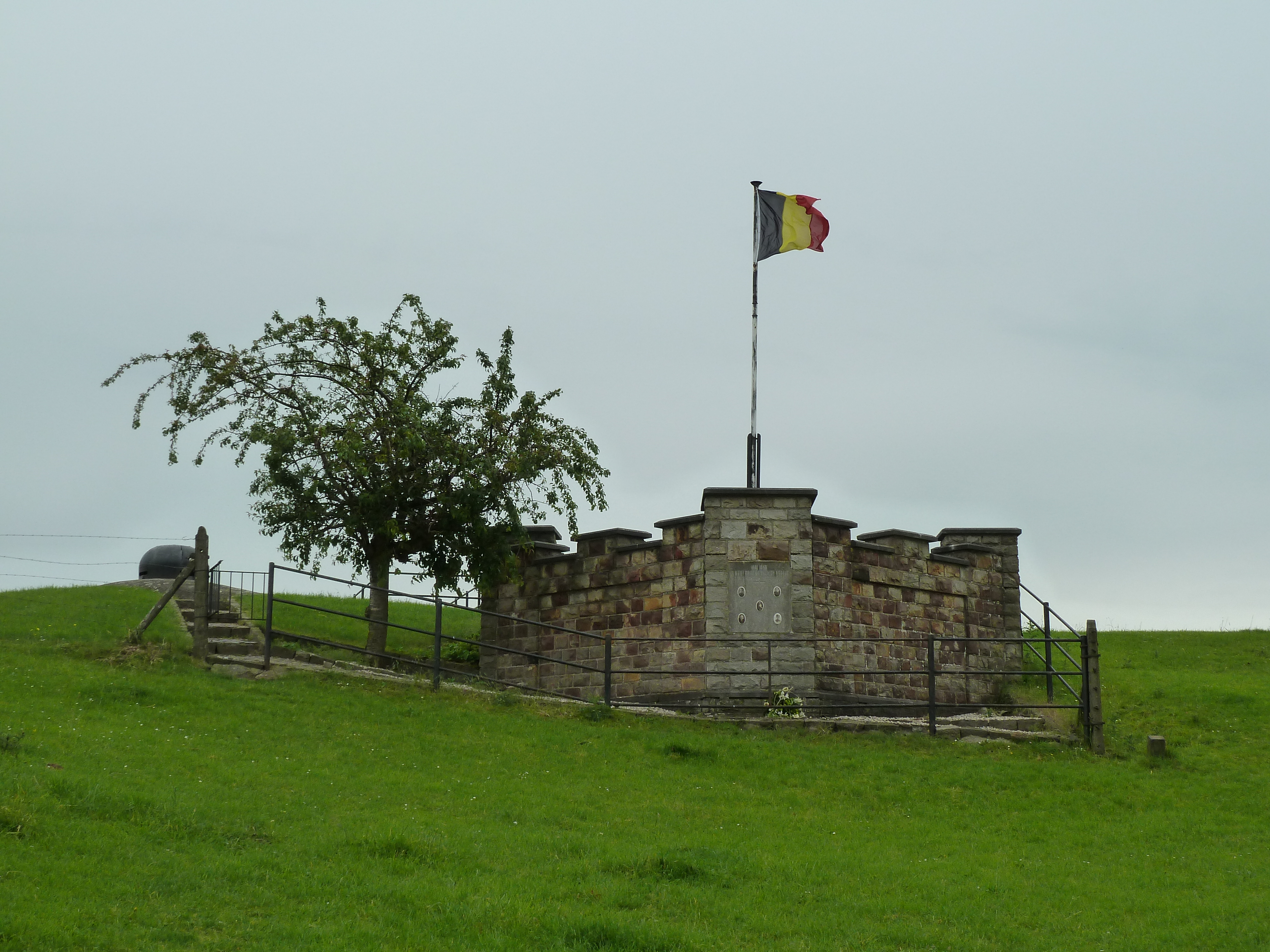
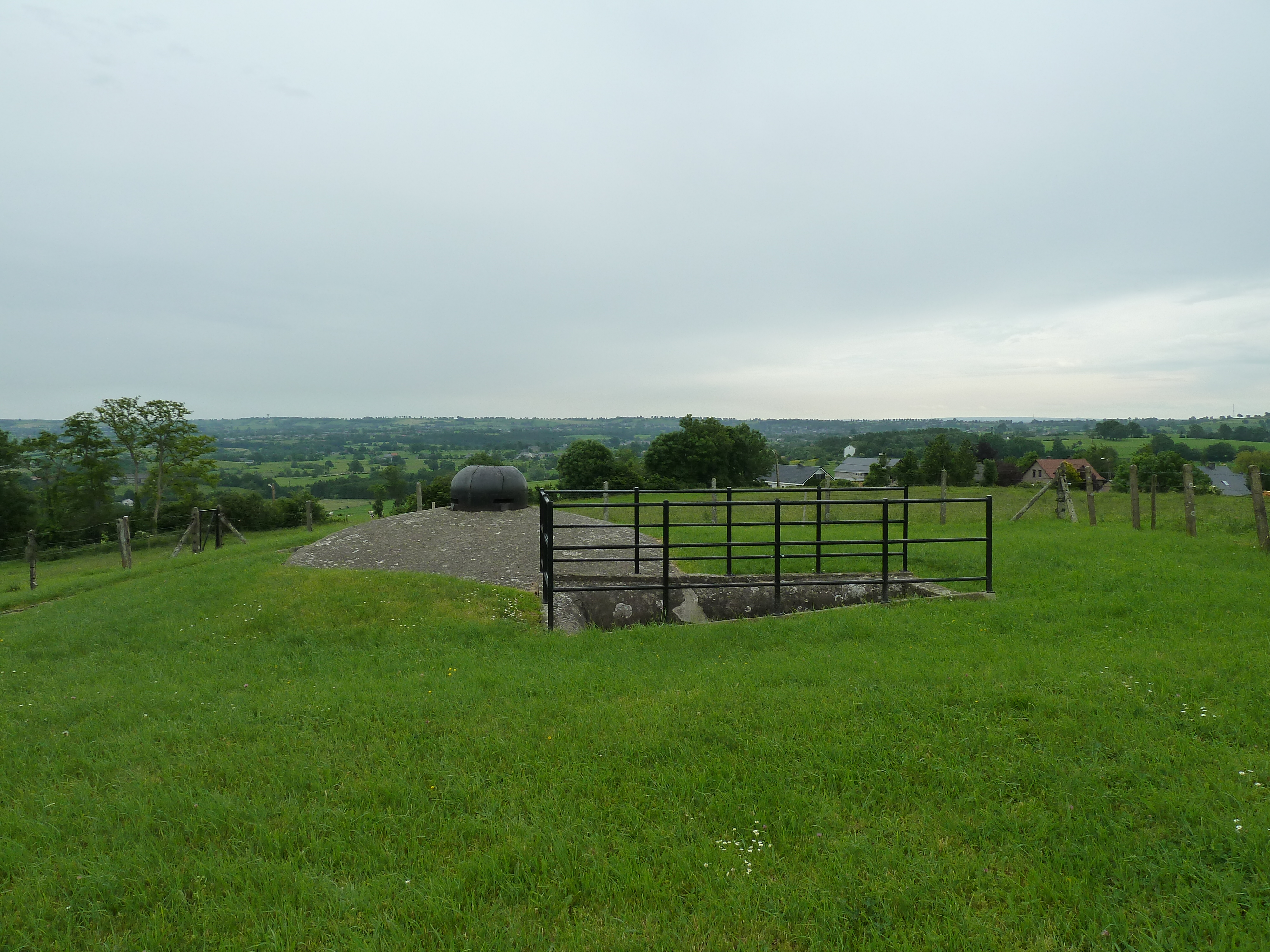
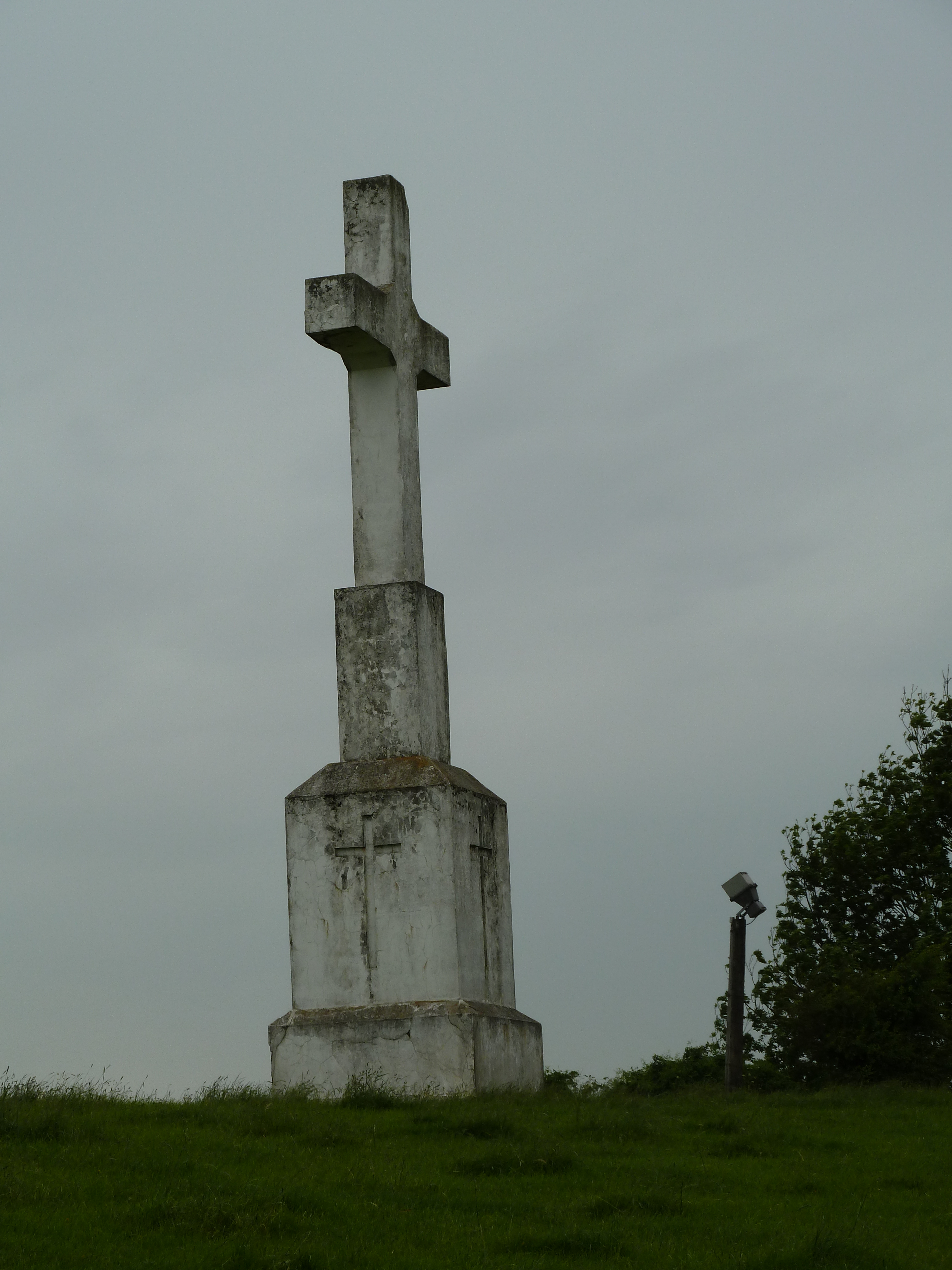